# Valutareformen i Indien 2016
Indiens valutareform 2016, presenterad av premiärminister Narendra Modi den åttonde november 2016, innebar att nästan alla sedlar (närmare bestämt 86 procent av alla indiska kontanters totala värde) över en natt fick värdet noll, dvs blev ogiltiga som betalningsmedel. En huvudorsak till denna mycket storskaliga valutareform, är och var, enligt BBC, att komma åt problemet med svartjobb, det vill säga att mycket få människor i Indien betalar skatt på sin lön.